# アウトブレイク
医学・医療の分野におけるアウトブレイク（英: outbreak）は、悪疫（たちの悪い疾病）・感染症の突発的発生を指す。特に、病院などの医療機関において多数の感染者が発生することを指す。疫学用語の一つであり、通例、感染症に対して用いる。日本の厚生労働省における定義は、「一定期間内に、同一病棟や同一医療機関といった一定の場所で発生した院内感染の集積が通常よりも高い状態のことであること」とされている。

## 概要
感染症のアウトブレイクとは、「一定の期間内 (time) に、特定の地域 (place) 、特定の人間集団 (person) で、予想されるより多く感染症が発生すること」を指す。また、「公衆衛生上重要な感染症（新興感染症など本来あってはならない感染症）が発生すること」をも指す。
日本語では「感染爆発」「感染症集団発生」ともいい、「感染症集団発生」の前段を略して「集団発生」と表現されることも少なくない。医療施設内で起こる院内感染によるアウトブレイクは「院内アウトブレイク」と呼ぶこともある。
アウトブレイクと似て非なる概念として、「エンデミック（英: endemic）」「エピデミック（英: epidemic）」「パンデミック（英: pandemic）」があるが、「エンデミック」は地域や季節的周期で罹患率が一定している状態をいい、しかも伝染病に限らない。「エピデミック」はエンデミックの範囲（地域的・季節的想定範囲）を越えてしまった想定外の状態をいう。「アウトブレイク」はこれらとは言語的に異なる概念であるが、特に感染が一定の地域を超えて拡大するエピデミックの前段階に、ある地域内で極めて異常な規模にまで拡大した場合に用いられることが多い。そして「パンデミック」は、原因の共通するエピデミックが世界の広範な地域で同時に発生している状態、または、アウトブレイクが長期に亘って多数の国・地域で連続的に発生している状態を指す。

## 調査
感染症のアウトブレイクの調査を行う際には、数段階の確認・判定を経て、疫学的宣言が発せられる。
アメリカ合衆国の場合、アメリカ疾病予防管理センター（CDC）は以下のような作業を行う。
- アウトブレイクが発生していることの確認。対象の患者群について、平年と比べて時期が異常であるか、発生地域は異常であるか、など。
- アウトブレイクにかかる病状の診断の確認。
- 症例定義（case definition）を作成し、含まれるべき患者・症状を定義する。
- 疫学特性（descriptive epidemiology）の設定。時期・場所・集団を記録する。
- 仮説の案出。何が原因となっているのか。
- 仮説の検討。情報の収集・分析を行う。
- 仮説を修整し、さらなる研究を行う。
- 状況を制御・改善するための対策を開発し、実行する。
- 得られた成果をより広範囲に向けて発表する。